# Wunschpunsch
Wunschpunsch este un serial de animație pentru copii, bazat pe cartea "Punci cu porunci", scrisă de Michael Ende. Serialul a avut premiera în România pe data de 6 mai 2002, pe canalul Fox Kids, fiind difuzat ultima oară pe 5 februarie 2006, pe Jetix. În 2011 și 2012, serialul a fost redifuzat pe Disney Channel, în Olanda. 

## Despre serial
Michael Ende, creatorul nuvelei celei mai bine vândute, după care s-a realizat celebrul film Poveste fără sfârșit, ne prezintă acum într-un nou serial de desene animate, aceeași poveste a vrăjii Wunschpunsch. Misticismul și comedia devin un tot unitar în povestea celor doi vrăjitori excentrici și cetăreți, Bubonic și mătușa lui Tyrannia, care își unesc forțele malefice pentru a arunca vrăji asupra nevinovatului oraș Megapolis. Supușii cârcotașului Maledictus T. Maggot care dorește să aducă haosul în micul oraș, ciudatul duo își combină forțele pentru a crea vrăjile cunoscute sub numele de Wunschpunsch. Singura problemă este că, Bubonic și Tyrannia trebuie să se asigure că vrăjile lor sunt neîntrerupte șapte ore, altfel nu au nici un efect. Fără ca stăpânii să știe, animalele de casă ale celor doi vrăjitori, impunătorul motan Maurizio și aventurosul corb Jacob, sunt de fapt spioni, trimiși ai Consiliului Animalelor, să îi protejeze pe cetățenii orașului, stricând de fiecare dată vrăjile celor doi magicieni. Spre disperarea lui Bubonic și a Tyranniei, de fiecare dată când vrăjile sunt distruse, Domnul Maggot îi pedepsește pe cei doi nefericiți vrăjitori, obligându-i să mai încerce o dată vrăjile ridicole și nereușite. 

## Personajele
- Bubonic Beelzebub este unul din cei doi vrăjitori ai serialului.
- Tyrannia Geldhexe Vamperl este mătușa lui Bubonic.
- Maledictus T. Maggot este un cârcotaș care vrea răul micului oraș intitulat Megalopolis, acesta îi pedepsește pe Bubonic și Tyrannia când vrăjile acestora eșuează, adică vraja celor doi nu reușește să stea 7 ore neîntreruptă.
- Maurizio di Mauro este motanul lui Bubonic, bun prieten cu Jacob, membru al "Consiliului Animalelor".
- Jacob Rabe Krakel este corbul lui Tyrannia, bun prieten cu Maurizio, de asemenea membru al "Consiliului Animalelor".
- Aunty Noah este o țestoasă bătrână din Consiliul Animalelor care le dă ghicitori membrilor consiliului să dezlege vraja.
- Kelly Cosey este o fată cu părul blond, poartă un maieu roz, pantaloni albaștri, este vecină cu Bubonic și Tyrannia dar pe care îi urăște, îl are ca frate pe Tim care nici el nu-i poate suporta pe vrăjitori.
- Kip Cosey este un băiat cu părul șaten, poartă un tricou roșu cu 2 dungi albe, pantaloni albaștri închiși, îi place de Maurizio di Mauro căreia i-a spus că dacă nu ar fi fost stăpânii ăia îngrozitori poate l-ar fi crescut el și i-ar fi de dat ceva ca lumea de mâncare, sora sa este Kelly.

## Lista episoadelor
| Numărul Episodului | Numele Original               |  |
| ------------------ | ----------------------------- |  |
|                    |                               |  |
| Sezonul 1          |                               |  |
|                    |                               |  |
| 01                 | Plant Panic                   |  |
|                    |                               |  |
| 02                 | Double Trouble                |  |
|                    |                               |  |
| 03                 | Worst Noel                    |  |
|                    |                               |  |
| 04                 | Terrible Toddlers             |  |
|                    |                               |  |
| 05                 | Colorless Chaos               |  |
|                    |                               |  |
| 06                 | Off the Walls                 |  |
|                    |                               |  |
| 07                 | Prehistorical Populace        |  |
|                    |                               |  |
| 08                 | Big Feet                      |  |
|                    |                               |  |
| 09                 | The King's Aunt               |  |
|                    |                               |  |
| 10                 | Appliance Alliance            |  |
|                    |                               |  |
| 11                 | Invasion of the Giant Insects |  |
|                    |                               |  |
| 12                 | Wishful Thinking              |  |
|                    |                               |  |
| 13                 | The Beastie Brew              |  |
|                    |                               |  |
| 14                 | Once upon a Potion            |  |
|                    |                               |  |
| 15                 | Car Wars                      |  |
|                    |                               |  |
| 16                 | The Wild Wild Pets            |  |
|                    |                               |  |
| 17                 | Wacky Weather                 |  |
|                    |                               |  |
| 18                 | Lost Spell                    |  |
|                    |                               |  |
| 19                 | Poubelle and Back             |  |
|                    |                               |  |
| 20                 | Sand Witch                    |  |
|                    |                               |  |
| 21                 | Bubonic Plague                |  |
|                    |                               |  |
| 22                 | Ghost Town                    |  |
|                    |                               |  |
| 23                 | You Must Be Joking            |  |
|                    |                               |  |
| 24                 | By a Hair's Breadth           |  |
|                    |                               |  |
| 25                 | Goin's Garbanzo               |  |
|                    |                               |  |
| 26                 | Night of Wishes               |  |
|                    |                               |  |
| Sezonul 2          |                               |  |
|                    |                               |  |
| 27                 | Life with Maggot              |  |
|                    |                               |  |
| 28                 | Let's Break a Deal            |  |
|                    |                               |  |
| 29                 | Slowly But Surely             |  |
|                    |                               |  |
| 30                 | Gloom With a View             |  |
|                    |                               |  |
| 31                 | Mayor For a Day               |  |
|                    |                               |  |
| 32                 | Good For Nothing              |  |
|                    |                               |  |
| 33                 | Fancy Footwork                |  |
|                    |                               |  |
| 34                 | Shadow of a Doubt             |  |
|                    |                               |  |
| 35                 | Nice Wizards                  |  |
|                    |                               |  |
| 36                 | Inspector Maggot              |  |
|                    |                               |  |
| 37                 | Vanity Spell                  |  |
|                    |                               |  |
| 38                 | Drop Me a Line                |  |
|                    |                               |  |
| 39                 | Money Can't Buy Happiness     |  |
|                    |                               |  |
| 40                 | Happy Valentine               |  |
|                    |                               |  |
| 41                 | Simply Irresistable           |  |
|                    |                               |  |
| 42                 | Ty-Me Travel                  |  |
|                    |                               |  |
| 43                 | The Great Escape              |  |
|                    |                               |  |
| 44                 | Two Cute                      |  |
|                    |                               |  |
| 45                 | Quiz the Wizard               |  |
|                    |                               |  |
| 46                 | Achoo!                        |  |
|                    |                               |  |
| 47                 | The Big Shrinking Spell       |  |
|                    |                               |  |
| 48                 | Abominable Behavior           |  |
|                    |                               |  |
| 49                 | The Pinocchio Syndrome        |  |
|                    |                               |  |
| 50                 | Perchance To Dream-Not        |  |
|                    |                               |  |
| 51                 | It's a Dog's Life             |  |
|                    |                               |  |
| 52                 | The War of the Sex            |  |
|                    |                               |  |